# Jurnalul unui puști (serie)
Jurnalul unui puști este o serie de 19 romane satirice realiste ale scriitorului Jeff Kinney. Toate cele 19 cărți îl au ca personaj principal pe Greg Heffley, un puști care întâmpină numeroase dificultăți în timpul școlii generale.

## Istoric
Primul volum a fost lansat în SUA în Aprilie 2007 și în România în noiembrie 2010. Protagonistul era un băiat din primul său an de gimnaziu. Apoi autorul a văzut că seria are succes, așa că a continuat-o. Acum toate volumele se pot cumpăra din hipermarketuri și librării. Cărțile sunt editate de editura Arthur. Coperta este cartonată.

## Volume
În România au fost editate 19 volume, Jurnalul meu și Jurnalul lui Rowley: Jurnalul unui puști tare de treabă.
Traducerea celui de-al 10-lea volum din serie a fost lansată în prezența autorului la Biblioteca Națională a României pe 6 decembrie 2015.

## Traduceri în limba română
- Jurnalul unui puști, traducător: Andra Matzal, Editura ART, noiembrie 2010[3]

## Personaje
În aceste cărți apar multe personaje, însă cele principale sunt:
- Greg Heffley
- Frank Heffley (tatăl lui Greg)
- Susan Heffley (mama lui Greg)
- Rodrick Heffley (fratele mai mare al lui Greg)
- Manny Heffley (fratele mai mic al lui Greg)
- Rowley Jefferson (cel mai bun prieten al lui Greg)
- Fregley (ciudatul)

## Ecranizări
În 2010, Thor Freudenthal a regizat un film de comedie omonim care a avut premiera la 19 martie.  A fost lansat pe DVD, iTunes și Blu-ray la 3 august 2010. În rolurile principale joacă actorii Zachary Gordon ca Greg Heffley, Robert Capron ca Rowley Jefferson, Steve Zahn ca Frank Heffley (Tata), Rachael Harris ca Susan Heffley (Mama), Devon Bostick ca Rodrick Heffley, Chloë Grace Moretz ca Angie Steadman și Connor & Owen Fielding ca Manny Heffley, fratele lui Greg.